# Stanisław Dowgiałło
Stanisław Dowgiałło (ur. 2 listopada 1890 w Wilnie, zm. w czerwcu 1967) – podpułkownik lekarz weterynarii Wojska Polskiego.

## Życiorys
Studia weterynaryjne ukończył w Instytucie Weterynaryjnym w Dorpacie (uczelnia ta przejęła tradycje po likwidacji przez carat w 1842 roku Uniwersytetu Wileńskiego). Uzyskał cenzus oficerski w carskiej Rosji. Uczestnik walk na granicy rosyjsko-tureckiej w 1917 roku. Po odzyskaniu niepodległości przez Polskę wrócił do kraju i został przyjęty do Wojska Polskiego.
3 maja 1922 roku został zweryfikowany w stopniu kapitana ze starszeństwem z dniem 1 czerwca 1919 roku i 39. lokatą w korpusie oficerów weterynaryjnych, grupa lekarzy weterynarii, a jego oddziałem macierzystym była Kadra Okręgowego Szpitala Koni Nr I. W latach 1923–1928 pełnił służbę w Centralnej Wojskowej Szkole Podkówniczej na stanowisku dowódcy Oddziału Szkolnego, pozostając oficerem nadetatowym Kadry Okręgowego Szpitala Koni Nr I. 1 listopada 1925 roku został przeniesiony macierzyście do kadry oficerów korpusu weterynaryjnego i wyznaczony na stanowisko pełniącego obowiązki komendanta szkoły. 3 maja 1926 roku został mianowany majorem ze starszeństwem z dniem 1 lipca 1925 roku i 2. lokatą w korpusie oficerów  weterynaryjnych, grupa lekarzy weterynarii. W latach 1928–1935 pełnił służbę w Szkole Podoficerów Zawodowych Służby Weterynaryjnej w Warszawie na stanowisku kierownika kuźni szkolnej, a następnie kierownika Centralnych Kursów Majstrów Podkuwaczy. Jako wykładowca z zakresu chirurgii prowadzi wykłady i szkolenia na reaktywowanym Wydziale Medycyny Weterynaryjnej Uniwersytetu Warszawskiego, obejmujące tematycznie schorzenia kopyt i kucie koni. Obronił pracę doktorską pt. „Zastosowanie masy kontrastowej w rozpoznawaniu schorzeń chrząstki kopytowej u koni”. Uzyskał tytuł doktora medycyny weterynaryjnej na Uniwersytecie Warszawskim. 12 marca 1933 został mianowany podpułkownikiem ze starszeństwem z dniem 1 stycznia 1933 i 2. lokatą w korpusie oficerów weterynaryjnych, grupa lekarzy weterynarii. Z dniem 1 czerwca 1935 roku został przeniesiony do Dowództwa Okręgu Korpusu Nr III w Grodnie na stanowisko szefa weterynarii.
Po kampanii wrześniowej 1939 roku ukrywał się w Wilnie. W grudniu 1940 roku, zadenuncjowany przez nacjonalistów litewskich, został aresztowany przez NKWD. Po pobycie w więzieniu został zesłany do obozu pracy w Workucie, gdzie w morderczych warunkach pracy przy wyrębie lasów, udało mu się przetrwać. Gdy dotarł do formujących się na terenie ZSRR Polskich Sił Zbrojnych, ważył 46 kg mając 173 cm wzrostu, co dobitnie świadczy, w jakich warunkach pracowali więźniowie sowieckich obozów pracy. 15 października 1941 roku został zatwierdzony na stanowisku szefa służby weterynaryjnej Dowództwa PSZ w ZSRR. Wraz z Armią Andersa, przez Irak, Iran, Palestynę został ewakuowany do Włoch, a następnie do Wielkiej Brytanii.
W Anglii dochodzi do jedynego podczas wojny spotkania z bratem (mjr dr Józefem Dowgiałło, wykładowcą polskich roczników Royal (Dick) School of Veterinary Studies w Edynburgu) i synem (kpr. pchor. Zdzisławem Dowgiałło, żołnierzem powstania warszawskiego ps. Zalega, po powstaniu przetrzymywany w stalagu, po uwolnieniu służył w 1 Dywizji Pancernej gen. Maczka), na którym to spotkaniu postanowili o powrocie do Polski.
Po powrocie do kraju w 1946 roku, wobec zarekwirowania przez komunistyczne władze domu wybudowanego w 1934 roku na warszawskim Żoliborzu przy al. Wojska Polskiego 15 i braku innego lokum, przenosi się do Łodzi. Pracował kolejno na stanowiskach: zastępcy dyrektora ds. weterynaryjnych Łódzkich Zakładów Mięsnych, kierownika Weterynaryjnej Inspekcji Sanitarnej w ZM. Był członkiem Lwowskiego Koła Medyków Weterynaryjnych, w odrodzonej Polsce Zrzeszenia Lekarzy Weterynarii, do którego wstąpił także po wojnie, po likwidacji izb lekarsko-weterynaryjnych. W 1965 roku obchodził 50 rocznicę pracy zawodowej. Został pochowany na cmentarzu przy ul. Ogrodowej w Łodzi.

## Ordery i odznaczenia
- Złoty Krzyż Zasługi (10 listopada 1938)[13]
- Srebrny Krzyż Zasługi (10 listopada 1925)[14][15]